# إيفون إليمان
إيفون إليمان (بالإنجليزية: Yvonne Elliman)‏ هي كاتبة غنائية ومغنية وممثلة أمريكية، ولدت في 29 ديسمبر 1951 بهونولولو في الولايات المتحدة.

## وصلات خارجية
- إيفون إليمان على موقع IMDb (الإنجليزية)
- إيفون إليمان على موقع ألو سيني (الفرنسية)
- إيفون إليمان على موقع ميوزك برينز (الإنجليزية)
- إيفون إليمان على موقع أول موفي (الإنجليزية)
- إيفون إليمان على موقع قاعدة بيانات برودواي على الإنترنت (الإنجليزية)
- إيفون إليمان على موقع قاعدة بيانات الأفلام السويدية (السويدية)
- إيفون إليمان على موقع إن إن دي بي (الإنجليزية)
- إيفون إليمان على موقع أول ميوزيك (الإنجليزية)
- إيفون إليمان على موقع ديسكوغز (الإنجليزية)
- إيفون إليمان على موقع قاعدة بيانات الفيلم (الإنجليزية)